# Dicamptus carduatus
Dicamptus carduatus är en stekelart som beskrevs av Ian D. Gauld och Mitchell 1981. Dicamptus carduatus ingår i släktet Dicamptus och familjen brokparasitsteklar. Inga underarter finns listade i Catalogue of Life.